# 4-Amino-3-hydrazino-5-merkapto-1,2,4-triazol
4-Amino-3-hydrazino-5-merkapto-1,2,4-triazol je organická sloučenina se vzorcem SC2N3H(NH2)(N2H3). Skládá se z  1,2,4-triazolového heterocyklického jádra, na které jsou napojeny tři funkční skupiny: amin, thioamid a hydrazyl. Pomocí rentgenové krystalografie lze zjistit, že molekula je polární a obsahuje dvojnou vazbu mezi atomy uhlíku a síry.
Tato látka se připravuje reakcí hydrazinu s thiomočovinou:
2 SC(NH2)2 + 3 N2H4 → SC2N3H(NH2)(N2H3) + 4 NH3 + H2S
Používá se ke kolorimetrické detekci aldehydů.